# Amblopala
Amblopala là một chi bướm ngày thuộc họ Lycaenidae.